# Francisco J. Ayala
Francisco José Ayala, född 12 mars 1934 i Madrid, Spanien, död 3 mars 2023 i Kalifornien, USA, var en spansk-amerikansk biolog och filosof vid University of California, Irvine. Han var tidigare präst i katolska kyrkan (Dominikanorden), prästvigd 1960, men lämnade prästerskapet samma år.  Efter att ha tagit examen från Universitetet i Salamanca flyttade han till USA och började 1961 som doktorand vid Columbia University. Han handleddes där av Theodosius Dobzhansky, och tog doktorsexamen 1964. Han blev amerikansk medborgare 1971.
Ayala har varit ordförande i American Association for the Advancement of Science. 
Vid University of California, Irvine har han varit professor i biologi (Donald Bren Professor of Biological Sciences, Ecology & Evolutionary Biology (School of Biological Sciences)), professor i filosofi (School of Humanities), och professor i logik och vetenskapsfilosofi (School of Social Sciences).

## Forskning
Ayala blev främst känd för sin forskning om populationsgenetik och evolutionär genetik, och har kallats evolutionsbiologins universalgeni. Hans "upptäckter har öppnat upp nya vägar att förebygga och behandla sjukdomar som påverkar hundratals miljoner människor världen över", som till exempel upptäckten att Trypanosoma cruzi, som orsakar Chagas sjukdom, huvudsakligen sker genom kloning, och att några få kloner står den största delen av fallen av denna utbredda och i huvudsak obotliga sydamerikanska sjukdom som påverkar 16 till 18 miljoner människor.
Han var offentligt kritisk till USA:s restriktioner för stamcellsforskning och var rådgivare åt Campaign to Defend the Constitution, en organisation som bedriver lobbying för att få den amerikanska kongressen att avskaffa dessa restriktioner. Han var också en uttalad kritiker av kreationism och intelligent design, som varande inte bara pseudovetenskap utan också misstag från teologiskt perspektiv.  Han hävdade att evolutionen löser ondskans problem, som en sorts teodicé. Han uttalade sig inte om sina egna religiösa åsikter.

## Priser och hedersbetygelser
År 2001 tilldelades Ayala National Medal of Science. 
Den 13 april 2007 tilldelades han den första av 100 "bicentennial medals" vid Mount Saint Mary's University för att vara den förste föreläsaren i Bicentennial Distinguished Lecture Series. Hans föreläsning hade titeln "The Biological Foundations of Morality" ("Moralens biologiska grundvalar)".  Andra utmärkelser inkluderar Gold Honorary Gregor Mendel Medal från Tjeckiens Vetenskapsakademi, Accademia dei Linceis guldmedalj, en guldmedalj från  Stazione Zoologica i Neapel, "President's Award" från American Institute of Biological Sciences,  Scientific Freedom and Responsibility Award, "150th Anniversary Leadership Medal" från AAAS, Collège de Frances medalj, UCI-Medaljen från University of California, 1998 års "Distinguished Scientist Award" från SACNAS, och Sigma Xis "William Procter Prize for Scientific Achievement", 2000. År 2010 tilldelades han Templeton Prize.  Naturvetenskapsbiblioteket vid UCI har fått namn efter honom.
Ayala valdes in i American Academy of Arts and Sciences 1977. Han var ledamot i United States National Academy of Sciences och American Philosophical Society. Han var också utländsk medlem i Ryska Vetenskapsakademin, Accademia dei Lincei i Rom, Spanska Vetenskapsakademin, Mexikanska Vetenskapsakademin, och Serbiska Akademin för vetenskap och konst. Han utsågs till  hedersdoktor vid Atens universitet, Universitetet i Bologna, University of the Balearic Islands, Universidad de León, Barcelonas universitet, Universidad Autónoma de Madrid, Universitetet i Salamanca, Universitetet i Valencia, Universitetet i Vigo, Far Eastern National University, Masaryk University och Universitetet i Warszawa.

## Privatliv
Francisco Ayala är son till Francisco Ayala och Soledad Pereda. I slutet av 1960-talet träffade han Mary Henderson, de gifte sig 27 maj 1968. De fick två söner: Francisco José (f. 1969) och Carlos Alberto (f. 1972). Deras äktenskap slutade i skilsmässa, och 1985 gifte han sig med en ekolog vid namn Hana Ayala (född Lostakova). De bosatte sig i Irvine, Kalifornien.

## Böcker
Ayala har publicerat 950 verk, och 30 böcker. Några nyligen utgivna böcker:
- Ayala, F.J. Am I a Monkey: Six Big Questions About Evolution. Johns Hopkins University Press: Baltimore, MD, USA 2010.

- Ayala, F.J. and Robert Arp, eds. Contemporary Debates in Philosophy of Biology. Wiley-Blackwell: London, 2009. ISBN 9781405159982

- Avise, J.C. and F.J. Ayala, eds. In the Light of Evolution: Adaptation and Complex Design. National Academy Press: Washington, DC. 2007. ISBN 9780309104050

- Cela Conde, C.J. and F.J. Ayala. Human Evolution. Trails from the Past. Oxford University Press: Oxford, 2007.

- Ayala, F.J. Darwin y el Diseño Inteligente. Creacionismo, Cristianismo y Evolución. Alianza Editorial: Madrid, Spain, 231 pp. 2007.

- Ayala, F.J. Darwin’s Gift to Science and Religion. Joseph Henry Press: Washington, DC, xi + 237 pp. 2007

- Ayala, F.J. La Evolución de un Evolucionista. Escritos Seleccionados. University of Valencia: Valencia, Spain, 441 pp. 2006. ISBN 8437065267

- Ayala, F.J. Darwin and Intelligent Design. Fortress Press: Minneapolis, MN, xi + 116 pp. 2006.

- Ayala, F.J. and C.J. Cela Conde. La piedra que se volvió palabra. Las claves evolutivas de la humanidad. Alianza Editorial: Madrid, Spain. 184 pp. 2006 ISBN 8420647837

- Hey, J., W.M. Fitch and F.J. Ayala, eds. Systematics and the Origin of Species. On Ernst Mayr’s 100th Anniversary. National Academies Press: Washington, DC. xiii + 367 pp. 2005 ISBN 0309095360

- Wuketits, F.M. and F.J. Ayala, eds. Handbook of Evolution: The Evolution of Living Systems (Including Hominids), Volume 2. Wiley-VCH: Weinheim, Germany. 292 pp. 2005. ISBN 9783527619719

- Ayala, F.J. Le Ragioni dell’ Evoluzione. Di Renzo Editore: Rome. 109 pp. 2005.

- Ayala, F.J. Human Evolution: Biology, Culture, Ethics. Pearson Education: Upper Saddle River, 2004.